# Sonam Kapoor
Sonam Kapoor (Chembur, Bombai, 9 de juny de 1985) és una actriu índia de pel·lícules de Bollywood. Kapoor és una de les actrius més ben pagades de la indústria. Ha estat nominada a quatre premis Filmfare.
Filla de l'actor Anil Kapoor, Kapoor va estudiar teatre i arts al United World College of South East Asia, de Singapur. Va ser directora adjunta de Sanjay Leela Bhansali en la pel·lícula Black (2005). Kapoor fer el seu debut com a actriu en el drama romàntic de Bhansali Saawariya (2007), que li va valer una nominació per al premi Filmfare a la millor actriu debutant. Va tenir el seu primer èxit comercial tres anys més tard en la comèdia romàntica I Hate Luv Storys (2010).
Després d'una sèrie de fracassos comercials, l'èxit sorpresa de Raanjhanaa (2013) va marcar un punt d'inflexió en la seva carrera, i va ser nominada en diversos premis com a millor actriu. A continuació, va aparèixer en la comèdia romàntica Khoobsurat (2014) i en el drama còmic Dolly Ki Doli (2015), pel qual va ser nominat per al Premi Filmfare a la millor actriu. Kapoor va interpretar el paper de princesa al melodrama Prem Ratan Dhan Payo (2015), una de les pel·lícules de Bollywood més taquilleres de tots els temps. Va obtenir el reconeixement de la crítica per interpretar el paper principal en el thriller biogràfic Neerja (2016), una de les pel·lícules de Bollywood més taquilleres amb una protagonista femenina.
Kapoor ha recolzat diverses organitzacions benèfiques i causes, com ara la conscienciació del càncer de mama i els drets LGBT. És coneguda en els mitjans de comunicació per la seva personalitat oberta, i és una celebritat destacada per patrocinar marques i productes.